# Washington (Nuevo Hampshire)
Washington es un pueblo ubicado en el condado de Sullivan en el estado estadounidense de Nuevo Hampshire. En el Censo de 2010 tenía una población de 1.123 habitantes y una densidad poblacional de 9,1 personas por km².

## Geografía
Washington se encuentra ubicado en las coordenadas 43°10′41″N 72°5′13″O / 43.17806, -72.08694. Según la Oficina del Censo de los Estados Unidos, Washington tiene una superficie total de 123.37 km², de la cual 117.7 km² corresponden a tierra firme y (4.59%) 5.66 km² es agua.

## Demografía
Según el censo de 2010, había 1.123 personas residiendo en Washington. La densidad de población era de 9,1 hab./km². De los 1.123 habitantes, Washington estaba compuesto por el 97.24% blancos, el 0.36% eran afroamericanos, el 0.8% eran amerindios, el 0.53% eran asiáticos, el 0% eran isleños del Pacífico, el 0.09% eran de otras razas y el 0.98% pertenecían a dos o más razas. Del total de la población el 1.34% eran hispanos o latinos de cualquier raza.